# Aeolochroma hypochromaria
Aeolochroma hypochromaria là một loài bướm đêm trong họ Geometridae.